# Эмирмахмуд
Эмирмахмуд (азерб. Əmirmahmud) — село в Шамсабадском административно-территориальном округе Агдашского района Азербайджана.

## Этимология
Название связано с основателем села по имени Амирмахмуд.

## История
Село основано в XVIII веке.
Село Амир-Махмуд в 1913 году согласно административно-территориальному делению Елизаветпольской губернии относилось к Аральскому сельскому обществу Арешского уезда.
В 1926 году согласно административно-территориальному делению Азербайджанской ССР село относилось к дайре Ляки Агдашского уезда.
После реформы административного деления и упразднения уездов в 1929 году был образован Шамсабадский сельсовет в Агдашском районе Азербайджанской ССР.
Согласно административному делению 1961 и 1977 года село Эмирмахмуд входило в Шамсабадский сельсовет Агдашский района Азербайджанской ССР.
В 1999 году в Азербайджане была проведена административная реформа и внутри Шамсабадского административно-территориального округа был учрежден Шамсабадский муниципалитет Агдашского района, в который и вошло село.

## География
Село находится в 3 км от центра муниципалитета, села Шамсабад, в 12 км от райцентра Агдаш и в 234 км от Баку. Ближайшая железнодорожная станция — Ляки.
Село находится на высоте 35 метров над уровнем моря.

## Население
| Численность населения | Численность населения | Численность населения | Численность населения |
| 1886                  | 1985                  | 1999                  | 2009                  |
| --------------------- | --------------------- | --------------------- | --------------------- |
| 138                   | ↗270                  | ↗287                  | ↗320                  |

В 1886 году в селе проживало 138 человек, все — азербайджанцы, по вероисповеданию — мусульмане-сунниты.
Население преимущественно занимается хлопководством.

## Климат
| Показатель                                                                                 | Янв. | Фев. | Март | Апр. | Май  | Июнь | Июль | Авг. | Сен. | Окт. | Нояб. | Дек. | Год  |
| ------------------------------------------------------------------------------------------ | ---- | ---- | ---- | ---- | ---- | ---- | ---- | ---- | ---- | ---- | ----- | ---- | ---- |
| Средний суточный максимум, °C                                                              | 6,9  | 8,3  | 12,5 | 20,4 | 25,4 | 29,9 | 33,3 | 32,2 | 27,9 | 21,2 | 14,2  | 9,2  | 20,1 |
| Средняя температура, °C                                                                    | 3,0  | 4,2  | 8,0  | 14,6 | 19,5 | 23,9 | 27,0 | 26,0 | 22,1 | 16,1 | 10,0  | 5,2  | 15,0 |
| Средний суточный минимум, °C                                                               | −0,9 | 0,2  | 3,5  | 8,8  | 13,6 | 18,0 | 20,8 | 19,8 | 16,3 | 11,0 | 5,9   | 1,2  | 9,9  |
| Норма осадков, мм                                                                          | 25   | 30   | 35   | 42   | 56   | 40   | 21   | 25   | 26   | 54   | 33    | 28   | 415  |
| Источник: https://en.climate-data.org/asia/azerbaijan/agdas-rayonu/%C9%99mirmahmud-955030/ |      |      |      |      |      |      |      |      |      |      |       |      |      |

Среднегодовая температура воздуха в селе составляет +15,0 °C. В селе семиаридный климат.

## Инфраструктура
В селе расположены начальная школа, медицинский пункт, библиотека.